# Таримска равнина
Таримска равнина (Кашгарска равнина) (на китайски: 南疆; на пинин: Nánjiāng) е голяма равнинна безотточна област в Западен Китай, в Синдзян-уйгурски автономен регион, заемаща площ 906 500 km². В тесен смисъл Кашгарската равнина заема крайните западни райони на Таримската равнина около град Кашгар и делтовата област на левите притоци на река Яркенд.

## Географска характеристика

### Граници, релеф, геоложки строеж
Обширната Таримска равнина е разположена между планинските системи на Тяншан на север, Кунлун на юг, Памир на запад и Бейшан на изток. Дължина от запад на изток около 1200 km, ширина до 500 km, височина от 1500 m на запад до 780 m на изток в района на езерото Лобнор. Голяма част от равнината е заета от една от най-големите пустини в света Такламакан. В подножията на планините се простират безкрайни делувиални шлейфове, изградени от чакълести и пясъчно-чакълести наслаги, а понижените части на релефа са заети от обширни солончаци. В западната част на равнината се издигат ниски изолирани ридове, изградени от седиментни формации.

### Климат, води
Климатът е умерен (топъл, рязко континентален, пустинен). Лятото е горещо (средна юлска температура 25 – 26°С), а зимата – къса и безснежна със студове до -20°С. Годишната сума на валежите е около 100 mm, с максимум през лятото. Реките спускащи се от съседните планини често пресъхват или водите им почти изцяло се използват за напояване. Най-големите реки са Тарим, Хотан, Кашгар, Яркенд, Аксу, Кончедаря. Тарим и Кончедаря в долните си течения често изменят своите корита, предизвикващи миграцията („блуждаенето“) на езерото Лобнор.

### Растителност, стопанство
Голяма част от Таримската равнина е покрита с пустинна растителност, развита върху сивоземни почви. По долините на реките се среща тугайна растителност, а в оазисите и в предпланинските райони се развива земеделие и градинарство. На запад и северозапад в големи оазиси са разположени градовете Кашгар, Аксу, Яркенд, Хотан.